# Новое Калище
Новое Калище (фин. Kangaspää) — деревня Лебяженского городского поселения Ломоносовского района Ленинградской области.

## История
Селение Новые Колища упоминается на карте Санкт-Петербургской губернии Я. Ф. Шмидта 1770 года.

НОВЫЯ КАЛИЩА — деревня принадлежит гвардии штабс-ротмистру барону Икскулю, число жителей по ревизии: 54 м. п., 78 ж. п.

 (1838 год)
В пояснительном тексте к этнографической карте Санкт-Петербургской губернии П. И. Кёппена 1849 года она записана как деревня Kangaspää, Neu- (Uusi-) Wääskölä, (Neu Waskala, Новые Калища) и указано количество её жителей на 1848 год: эвремейсов — 33 м. п., 39 ж. п., всего 72 человека, ижоры — 19 м. п., 24 ж. п., всего 43 человека. Ижоры относились к православному Ковашскому Благовещенскому приходу, эвремейсы — к лютеранскому приходу Каприо.
Согласно 9-й ревизии 1850 года деревня называлась Новые Колищи и принадлежала штаб-ротмистру Якову Борисовичу Икскулю.

КАЛИЩИ НОВЫЕ — деревня барона Искуля, по просёлочной дороге, число дворов — 17, число душ — 67 м. п. (1856 год)

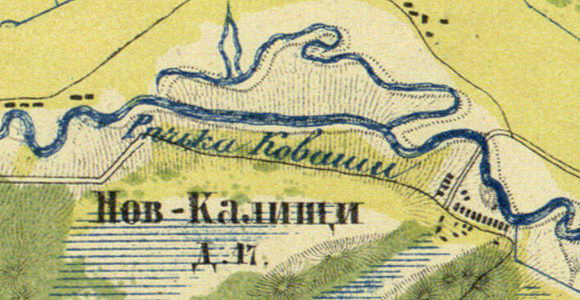
Деревня Новое Калище на карте 1860 года

В 1860 году деревня Новые Калищи насчитывала 17 дворов.

КАЛИЩИ НОВЫЕ — деревня владельческая при реке Коваше, на приморском просёлочном тракте по левую сторону, в 52 верстах от Петергофа, число дворов — 25, число жителей: 87 м. п., 82 ж. п. (1862 год)

В конце XIX века деревня административно относилась к Ковашевской волости 2-го стана Петергофского уезда Санкт-Петербургской губернии, в начале XX века — 3-го стана. По приходским данным население деревни исключительно финским.
С 1917 по 1922 год деревня входила в состав Ново-Калищенского сельсовета Ковашевской волости Петергофского уезда.
С 1922 года в составе Ковашевского сельсовета.
С 1923 года в составе Троцкого уезда.
С 1924 года в составе Старо-Ковашевского сельсовета.
С 1926 года вновь в составе Ковашевского сельсовета. Согласно данным переписи населения СССР 1926 года в деревне Ново-Калище проживали 233 человека — большинство русские и ижоры, а также финны.
С февраля 1927 года в составе Ораниенбаумской волости. С августа 1927 года в составе Ораниенбаумского района.
В 1928 году население деревни составляло 274 человека.
По данным 1933 года деревня называлась Калище Новое и входила в состав Ковашевского сельсовета Ораниенбаумского района.

План деревни Новое Калище. 1938 год

Согласно топографической карте 1938 года деревня насчитывала 57 дворов.
С 1960 года в составе Устьинского сельсовета.
С 1963 года в составе Гатчинского района.
С 1965 года в составе Ломоносовского района. В 1965 году население деревни составляло 149 человек.
По данным 1966 и 1973 годов деревня называлась Новое Калище и также находилась в составе Устьинского сельсовета.
По данным 1990 года деревня Новое Калище входила в состав Шепелёвского сельсовета Ломоносовского района.
В 1997 году в деревне Новое Калище Шепелёвской волости проживали 19 человек, в 2002 году — 24 человека (русские — 96 %).
В 2007 году в деревне Новое Калище Лебяженского ГП — 17.

## География
Деревня Новое Калище расположена в северо-западной части района на автодороге 41К-137 (Форт Красная Горка — Сосновый Бор).
Расстояние до административного центра поселения — 16 км.
Расстояние до ближайшей железнодорожной платформы Коваши — 6 км.
Деревня находится на левом берегу реки Коваши.

## Демография
| 1838 | 1848 | 1862 | 1997 | 2002 | 2007 | 2010 |
| ---- | ---- | ---- | ---- | ---- | ---- | ---- |
| 132  | ↘115 | ↗169 | ↘19  | ↗24  | ↘17  | ↗21  |
| 2017 |      |      |      |      |      |      |
| ↗35  |      |      |      |      |      |      |

## Фото

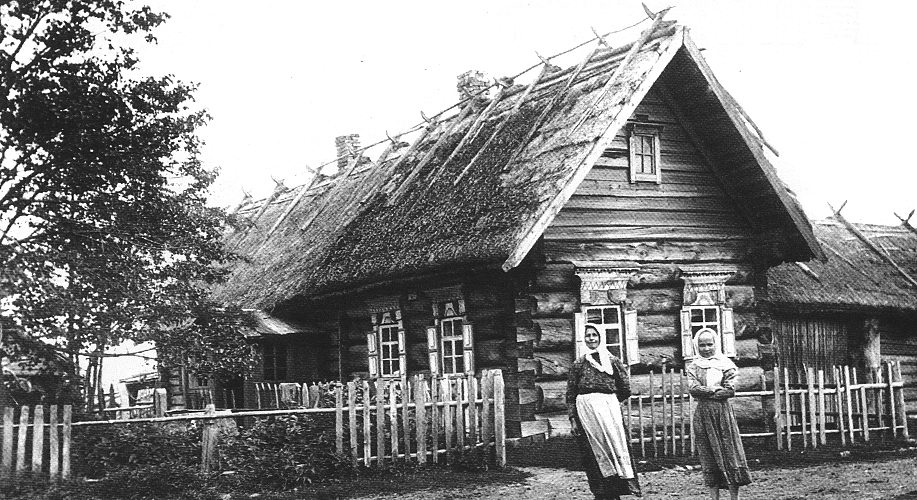
Деревня Новое Калище. 1911 год

## Известные уроженцы
- Андреев, Александр Кузьмич — русский советский архитектор, академик, Заслуженный архитектор РСФСР.

## Улицы
Береговая, Придорожная.